# Смит, Янине
Янине Смит (нидерл. Janine Smit; 18 апреля 1991 года, Херенвен, Нидерланды) — нидерландская конькобежка. Чемпионка мира в командном спринте, 2-кратная чемпион и призёр Нидерландов.

## Биография
Янине Смит начала кататься на коньках для развлечения, будучи маленьким ребёнком в Херенвене, а с 11 лет стала заниматься конькобежным спортом. В 13 лет уже выступала в соревнованиях и с 2006 года участвовала на чемпионате Нидерландов среди юниоров. Через год выиграла бронзу в спринте среди юниоров. В возрасте 16 лет она попала во фризский отбор, а позже попала в юниорскую команду «Jong Oranje».
В сезоне 2008/09 Смит дебютировала на юниорских Кубке мира и чемпионате мира. В декабре 2009 года она участвовала в олимпийском отборе в Ванкувер, но не прошла квалификацию. В январе 2010 года на чемпионате мира среди юниоров в Москве заняла 3-е место в забеге на 500 м и 4-е на 1000 м, а также стала чемпионкой Нидерландов на юниорском уровне на дистанции 500 метров. В сезоне 2011/12 дебютировала на Кубке мира во взрослой категории.
Два года подряд в 2011 и 2012 становилась чемпионом Нидерландов в забеге на 500 м среди старших юниоров. В сезоне 2012/13 Смит перешла в команду Марианне Тиммер и Джанни Ромме «Team League». В сезоне 2015/16 на этапе Кубка мира в Херенвене Янине заняла 1-е и 3-е места в командном спринте и стала серебряным призёром чемпионата Нидерландов в забеге на 500 м. С 2016 по 2018 год каталась в команде «Afterpay».
Следом дебютировала на чемпионате мира на отдельных дистанциях в Коломне и заняла там 18-е место на дистанции 500 м. В декабре 2017 года она повредила мышцу бедра и не смогла пройти олимпийский отбор на игры 2018 года, заняв только 11-е место в забеге на 500 м. Ей потребовалось шесть месяцев, чтобы полностью оправиться от травмы. С 2018 года по декабрь 2020 год Смит выступала за команду «Gewest Fryslân».
В сезоне 2018/19 Смит дважды попала на подиум Кубка мира в командном спринте, заняв 1-е и 3-е места. В декабре 2018 года она впервые в своей карьере выиграла национальный титул на дистанции 500 метров с личным рекордом 38,22 сек. В феврале 2019 года на чемпионате мира на отдельных дистанциях в Инцелле впервые завоевала золотую медаль в командном спринте. В декабре 2020 года Смит объявила о завершении карьеры после двух своих забегов на 500 метров с личным рекордом 38,21 сек на отборочном турнире Кубка мира в Херенвене.

## Личная жизнь
Янине Смит в 2019 году окончила Гронингенский университет со степенью бакалавра в области делового администрирования и в 2022 году получила степень магистра финансов. С октября 2021 по май 2022 года была частично занята руководителем компании «TCCN». В настоящее время консультант по стратегии и сделкам в финансовой компании «EY». Замужем за Йеспером Хоспесом, сыном тренера Хенка Хоспеса, с которым начала встречаться ещё в 2009 году.